# 練台生
練台生（1950年8月10日—），台灣企業家，年代集團董事長、錢櫃KTV董事長、曾任台灣土地開發公司副董事長。擁有花蓮縣洄瀾有線電視、台東縣東台有線電視、花蓮縣東亞有線電視許多媒體事業。

## 生平
練台生出生於花蓮縣的外省家庭，中學就讀中華民國陸軍士官學校，後畢業於中華民國陸軍軍官學校。
自陸軍退役之後，在花蓮、台東一帶，擔任有線電視業務，負責線路管理。曾幫助年代集團創辦人邱復生代理販售錄影帶版權。港劇《楚留香》系列是由他負責，後來他在花蓮創辦洄瀾有線電視公司。1990年代臺灣有線系統業者大戰時，支持王令麟的東森媒體集團，協助東森媒體集團擊敗和信集團而一戰成名。
2005年初，因年代集團遭財務長盜用公款，邱復生將其擁有之年代集團30%股權，以新臺幣9億元出售予香港TVB台灣控股公司「漢德投資公司」。邱復生以手中持股20%，親自操盤年代集團董事長，助年代度過難關。同年5月，原經營頻道代理的佳訊公司董事長練台生接任年代董事長。
2008年8月19日，錢櫃董事會改選，練台生結合好樂迪董事長顏瓊章與財訊投資董事孫文雄，取得錢櫃董事長一職。
2011年6月28日，台開董事會改選，練台生的年代集團取得三席董事，練台生成為台開副董事長，董事長仍為邱復生。
2013年4月16日，三立電視董事長林崑海與年代電視董事長練台生合作，砸下10億投資練台生以共14億元新台幣（約3.63億港元）收購壹電視業務及股東貸款，雙方在壹電視經營策略上也深入合作。
2020年開始，練台生旗下的年代電視與壹電視正式跟三立電視、東森電視全面結盟，共同經營事業。因此，將來壹電視、年代、東森、三立有線電視新聞區塊的49、50、51、54頻道將會更緊密合作。
2020年4月26日，台北林森錢櫃大火，案發時消防五大系統事前均被關閉，導致6人死亡，數十人輕重傷送醫救治。
2020年4月28日，錢櫃董事及經營高層針對「台北林森錢櫃大火」召開記者會說明並代董事長練台生轉達傷痛與歉意，但練台生本人未出面。
2020年4月29日，「台北林森錢櫃大火事件」受害者家屬上午表示，在事發後仍完全不知要聯絡錢櫃哪個窗口，感覺很糟、誠意不足，並要求錢櫃最高負責人練台生要出面道歉。約下午3點，練台生與四名錢櫃幹部由禮儀公司人員陪同前往受害者「林子晨」靈堂上香，練台生與家屬交流約半小時後附上百萬元支票。林的家屬受訪表示，事前並不知道練台生會到靈堂致意，對練台生當日的態度頗不以為然，亦強調重點不在錢，而是沒有道歉的意思。
2020年6月30日，台開召開股東常會完成董事改選，錢櫃董事長練台生人馬落選，淡出台開經營團隊。
2020年10月9日，台北地檢署以錢櫃董事長練台生為同意邊營業邊施工的最後決策者起訴其過失致死罪。12月17日，台北地方法院裁定練台生自當日起限制出境、出海8個月，其後練台生對此提出抗告被駁回。

## 事業
擁有頻道：
- 年代新聞台（有線電視第50頻道）
- MUCH TV（有線電視第38頻道）
- 壹電視新聞台（有線電視第49頻道、中華電信MOD506頻道）
- 壹電視綜合台
- 壹電視電影台

現有代理頻道：
- 三立台灣台
- 三立都會台
- 三立新聞台
- 非凡新聞台
- 非凡商業台
- 高點電視台
- 高點育樂台
- 東風衛視
- 彩虹台
- NHK
- 好萊塢電影台
- MTV（2015年1月1日起代理）

曾代理頻道：
- 民視新聞台（2014年12月31日屆期）
- JET綜合台
- 國興衛視（2019年6月30日屆期）
- TLC旅遊生活頻道
- 迪士尼頻道（2020年1月1日屆期）
- WakuWaku Japan（2020年起代理，2022年4月1日停播）

有線電視系統：
- 洄瀾有線電視
- 東亞有線電視
- 東台有線電視

擁有飯店：
- 四重溪長鈺溫泉飯店